# Jean Fetz
Jean Fetz (*5 août 1957 à Luxembourg-Ville) est un pédagogue, artiste et conservateur luxembourgeois.
| Catégorie         | Détail                                                                             |
| ----------------- | ---------------------------------------------------------------------------------- |
| Date de naissance | 5 août 1957                                                                        |
| Lieu de naissance | Luxembourg-Ville                                                                   |
| Activité          | Pédagogue, artiste, conservateur, fonctionnaire                                    |
| Expositions       | Luxembourg, France, Allemagne, Espagne, Belgique, Autriche, USA, Angleterre, Suède |

Jean Fetz vit à Luxembourg et travaille principalement au Luxembourg.

## social
Jusqu'à sa retraite en 2023, Jean Fetz a dirigé Liewenshaff dans le cadre du Centre d’insertion socio-professionnelle (CISP), qui soutient l'intégration sociale et professionnelle des jeunes, ainsi que le Paerd’s Atelier, une association à but non lucratif. Après sa retraite, il est actif en tant que président du conseil d'administration et responsable des tâches stratégiques et représentatives en collaboration avec différents ministères.

## cultur
En 1984, Jean Fetz a cofondé le Lëtzebuerger Artisten Center (LAC), une association d'artistes au Luxembourg, et en est depuis le président du conseil d'administration. En tant que conservateur, il a organisé plusieurs expositions, dont HespArt, 50 ans d'art luxembourgeois, 100 ans d'art luxembourgeois, Aspects de l’art mosellan et Aspects de l’art ardennais.
En tant qu'artiste, il a présenté ses œuvres au Luxembourg, en France, en Allemagne, en Espagne, en Belgique et en Autriche. Il a possédé ses propres galeries à Lyon, Paris et Saint-Tropez. Ses œuvres se trouvent également aux États-Unis, en Angleterre, en Allemagne, en Suède, en France, au Luxembourg, en Espagne et en Autriche.
De plus, Jean Fetz organise le Salon de Printemps à Luxembourg-Ville, un événement culturel important dans la vie artistique nationale.

## Distinctions
Pour ses réalisations artistiques, il a reçu plusieurs distinctions, dont
•le Grand Prix de la Ville de Thionville
• le Prix de la Critique à la Biennale Max à Strassen
•la Biennale Max Goergen et le Prix des Couleurs de Thionville.
Pour son engagement social et éducatif, il a reçu
•en 1999 le Prix Janusz Korczak de la Fondation Kannerschlass.
Il a également été nommé •Commandeur de l’Ordre du Mérite Civil par le Grand-Duc Henri.